# Psérimos
Psérimos (en grec moderne : Ψέριμος) est une petite île de la mer Égée située dans le Dodécanèse et rattachée à l'île de Kalymnos voisine.

## Géographie

Carte des îles entourant Kalymnos.

Psérimos est localisé près de Kalymnos et à 14 km de Kos au large des côtes de la Turquie. Il a une taille de 7,35 km de longueur et 3,5 km de largeur maximales pour une surface d'environ 14,6 km2. C'est la plus grande des îles dépendant de Kalymnos avec Telendos, Pláti Psérimou, Kalólimnos, Kyriaki, et Imia.
L'évolution démographique de Psérimos est en diminution depuis la seconde moitié du XXe siècle avec toutefois une légère augmentation depuis les années 1990 :
| Année     | 1947 | 1951 | 1961 | 1971 | 1981 | 1991 | 2001 |
| Habitants | 264  | 233  | 157  | 108  | 72   | 79   | 130  |

L'île est desservie par des navettes depuis le port de Pothia de Kalymnos. Psérimos fait partie des îles du Dodécanèse qui ne sont pas autosuffisantes en eau, et doit l'importer par bateau depuis Rhodes, pour un coût moyen de 5 € le mètre-cube.

## Religion
L'unique paroisse de l'île de l'église orthodoxe du patriarcat œcuménique de Constantinople est rattachée à la Métropole de Léros, Kalymnos et Astypaléa.